# 皮奥伊州纳扎雷
皮奥伊州纳扎雷（葡萄牙語：Nazaré do Piauí）是巴西皮奥伊州的一个市镇。总面积1311.565平方公里，总人口6862人，人口密度5.2人/平方公里。